# Edward A. Stevenson
Edward A. Stevenson (ur. 15 czerwca 1831 w Lowville stanu Nowy Jork, zm. 6 lipca 1895 w hrabstwie Monterey w Kalifornii) – amerykański polityk, jedenasty gubernator Terytorium Idaho, a zarazem pierwszy mieszkaniec tej części Stanów Zjednoczonych sprawujący ten urząd. Należał do Partii Demokratycznej.
W roku1885, prezydent Grover Cleveland powierzył Stevensonowi fotel. Kadencja trwała do 1889 r.
3 lipca 1890 r. Idaho zostało przyjęte do USA jako czterdziesty trzeci stan. Cztery lata później, startował w wyborach na gubernatora stanu, lecz został pokonany przez Republikanina Williama J. McConnella.